# 井上華子
井上 華子（いのうえ はなこ）は、日本のガーデンデザイナーである。Green Cottage Garden主宰。長野県在住。現在までに『婦人画報』、『ビズ』、『ミセス・リビング』などの雑誌で取り上げられる。近年は神奈川県や東京都で園芸教室の講師も務めている。